# Aparición religiosa
En el mundo de la Espiritualidad, incluyendo religión, las visiones o apariciones religiosas comprenden revelaciones inspiratorias, generalmente de un estado futuro y/o de criaturas míticas. Algunos creen (los seguidores de ciertas religiones) que vienen de una deidad, a veces directa o indirectamente por vía de profetas, y sirven para inspirar a los creyentes como parte de una revelación divina o epifanía. Muchos místicos entienden la palabra visión como sinónimo de aparición.
Para ahondar en información sobre las visiones religiosas como forma literaria, ver literatura apocalíptica.
Las visiones religiosas son generalmente categorizadas como milagros. Tal y como la glosolalia y en contraposición a la resurrección, a las visiones se les puede fácilmente dar forma.
En la Iglesia Ortodoxa, además de las visiones religiosas acabadas de mencionar, el término visión puede referirse a una experiencia personal de la “Energía” de Dios, como resultado del purificado nous.
La inspiración artística puede proporcionar una categoría especial de la visión de éxtasis: tradicionalmente en estos casos las Musas semi-divinas pueden transmitir la capacidad visionaria a sus seguidores leales.
Las visiones generalmente son más claras que los sueños (ensueño), pero tradicionalmente carecen de  connotaciones psicológicas. El mecanismo psicológico para engendrar una capacidad visionaria y de trance es intención y atención.
Los Enteógenos (tales como el peyote) han formado parte de la generación de visiones en diferentes culturas, así como en la cultura occidental moderna.
Algunos pueden considerar las visiones como manifestaciones del “aha”, un tipo de aprendizaje asociado con el Pensamiento Visual o la Visión Espacial.